# Jacaranda campinae
Jacaranda campinae là một loài thực vật có hoa trong họ Chùm ớt. Loài này được A.H.Gentry & Morawetz mô tả khoa học đầu tiên năm 1985.